# Сташа Кошарац
Сташа Кошарац (Сарајево, СФРЈ, 19. март 1975) српски је политичар. Садашњи је министар спољне трговине и економских односа у Савјету министара Босне и Херцеговине и функционер Савеза независних социјалдемократа (СНСД). Бивши је народни посланик у Народној скупштини Републике Српске, српски делегат и посланик у Дому народа и Представничком дому Парламентарне скупштине Босне и Херцеговине и српски делегат у Вијећу народа Републике Српске.

## Биографија
Сташа Кошарац (син Милорада и Зоранке) рођен је 19. марта 1975. године у Сарајеву, СФРЈ. У родном граду је завршио основну школу, а затим Средњу машинско-техничку школу „Ђуро Пуцар Стари” у Вогошћи. Године 2014. дипломирао је на Факултету за пословно-индустријски менаџмент у Београду.
Прву јавну функцију је вршио као одборник у Скупштини општине Вишеград испред Савеза независних социјалдемократа (СНСД). Године 2004. постаје народни посланик у Народној скупштини Републике Српске, а двије године касније предсједавајући Клуба српског народа у Вијећу народа Републике Српске. Јануара 2010. именован је за руководиоца Тима за координацију активности истраживања ратних злочина и тражења несталих лица.
Српски је делегат у Дому народа Парламентарне скупштине Босне и Херцеговине у периоду од 2010. до 2014. године. На општим изборима 2014. и 2018. освојио је посланички мандат у Представничком дому Парламентарне скупштине Босне и Херцеговине. Од децембра 2019. обавља функцију министра спољне трговине и економских односа у Савјету министара Босне и Херцеговине.
Сташа Кошарац живи у Источном Сарајеву. Предсједник је РК Славија Источно Сарајево.

## Политичка каријера
| Година       | Странка                                  |
| ------------ | ---------------------------------------- |
| 1998 — данас | Савез независних социјалдемократа (СНСД) |

| Година       | Назив функције |
| ------------ | --- |
| 1. јул 1998. | Званични члан СНСД                                                                                                 |
| 2000—2004.   | Шеф Клуба одборника СНСД у СО Вишеград                                                                             |
| 2004—2006.   | Народни посланик у Народној скупштини Републике Српске                                                             |
| 2006—2010.   | Предсједавајући Клуба делегата српског народа у Вијећу народа Републике Српске                                     |
| 2010.        | Именован за шефа Тима за координацију послова процесуирања ратних злочина и тражења несталих лица Републике Српске |
| 2010—2014.   | Предсједавајући Клуба српских делегата у Дому народа Босне и Херцеговине                                           |
| 2013—2014.   | Предсједавајући Дома народа Парламентарне скупштине БиХ                                                            |
| 2014—2018.   | Предсједавајући Клуба посланика СНСД у ПД ПС БиХ                                                                   |
| 2018 — данас | Предсједавајући Клуба посланика СНСД у Представничком дому Парламентарне скупштине БиХ                             |

## Награде
- Повеља општине Источни Стари Град
- Повеља општине Трново
- Златна плакета ФК Славија (100 година клуба)
- Плакета Републичке организације несталих, заробљених цивила и војника Војске Републике Српске
- Плакета Савеза логораша
- Повеља општине Источно Ново Сарајево